# Аделхайд фон Еберщайн-Сайн
Вижте пояснителната страница за други личности с името Аделхайд.
Аделхайд фон Еберщайн-Сайн (на немски: Adelheid von Eberstein-Sayn; † сл. 1277) е графиня от Еберщайн-Сайн и чрез женитба пфалцграфиня на Тюбинген в Херенберг.

## Произход
Тя е дъщеря на граф Еберхард V фон Еберщайн-Сайн († 1248/1253) и съпругата му маркграфиня Елизабет фон Баден († ок. 1266), дъщеря на маркграф Херман V фон Баден († 1243) и пфалцграфиня Ирменгард Саксонска при Рейн († 1260), внучка на херцог Хайнрих Лъв († 1195). Нейната майка Елизабет фон Баден се омъжва втори път преди декември 1253 г. за Лудвиг II фон Лихтенберг († 1271).
Сестра е на Елизабет († сл. 1258), омъжена за граф Гебхард III фон Тек
Аделхайд фон Еберщайн-Сайн е погребана в манастира Бебенхаузен в Тюбинген, където е погребан и съпругът ѝ Рудолф I фон Тюбинген.

## Фамилия
Аделхайд фон Еберщайн-Сайн се омъжва след 1251 г. за граф и пфалцграф Рудолф I (III) фон Тюбинген († 12 май 1277), син на пфалцграф Рудолф II фон Тюбинген († 1247). Тя е втората му съпруга. Той е брат на Мехтхилд, която е майка на римско-немската кралица Гертруда фон Хоенберг, от 1245 г. съпруга на Рудолф I Хабсбургски. Рудолф I носи често името „Шерер“ на град Шер на Дунав и двамата основават „линията Херенберг“ на рода „пфалцграфовете на Тюбинген“, която се нарича на него и „Шерер“. Те имат децата:
- Лудвиг (* пр. 1258)
- Еберхард „Шерер“ († 21 април 1302), граф на Тюбинген, женен на 27 ноември 1286 г. за Аделхайд фон Калв-Файхинген († сл. 1323), дъщеря на граф Конрад III фон Файхинген († 1283/1284) и Анес фон Тюбинген († 1298), дъщеря на граф Улрих I фон Тюбинген-Асперг († 1283) и Елизабет фон Феринген († сл. 1264)
- Агнес, наследничка на Блаубойрен, омъжена за граф Улрих II фон Хелфенщайн-Зигмаринген († сл. 1294)
- Рудолф II „Шерер“ (* 1276; † 1316), граф на Тюбинген, женен на 24 ноември 1286 г. за Луитгард фон Берг-Шелклинген († 1304), дъщеря на граф Улрих III фон Берг-Шелклинген († сл. 1316/1319) и първата му съпруга Луитгард фон Калв
- Хуго († 1277)
- Ута († сл. 1302), омъжена за Херман II фон Геролдсек, фогт фон Ортенау († 1298, убит при Гьолхайм)